# Spectrobasis maligna
Spectrobasis maligna är en fjärilsart som beskrevs av W. Warren 1907. Spectrobasis maligna ingår i släktet Spectrobasis och familjen mätare. Inga underarter finns listade i Catalogue of Life.